# Germigny-sous-Coulombs
Germigny-sous-Coulombs is een gemeente in het Franse departement Seine-et-Marne (regio Île-de-France) en telt 166 inwoners (1999). De plaats maakt deel uit van het arrondissement Meaux.

## Geografie
De oppervlakte van Germigny-sous-Coulombs bedraagt 6,4 km², de bevolkingsdichtheid is 25,9 inwoners per km².
De onderstaande kaart toont de ligging van Germigny-sous-Coulombs met de belangrijkste infrastructuur en aangrenzende gemeenten.

## Demografie
Onderstaande figuur toont het verloop van het inwonertal (bron: INSEE-tellingen).